# Chryseen
Chryseen is een polycyclische aromatische koolwaterstof met als brutoformule C18H12. De stof komt voor als kleurloze orthorombische kristallen, die onoplosbaar zijn in water. De structuur kan worden opgevat als zijnde een fusie van twee naftaleenmoleculen. Chryseen komt van nature uit voor in steenkoolteer, waaruit het voor het eerst werd geïsoleerd. De stof wordt verder ook aangetroffen in carbolineum.
De naam chryseen is afgeleid van het Griekse Χρύσος (chrysos), wat goud betekent. Dit verwijst naar het feit dat de stof veelal voorkomt als gele kristallen. Deze kleur is te wijten aan kleine onzuiverheden van diens structuurisomeer tetraceen. De zuivere stof is evenwel kleurloos.
De stof is geclassificeerd volgens het IARC in klasse 3, wat betekent dat het mogelijk carcinogeen is voor de mens.